# Gare d'Objat
La gare d'Objat est une gare ferroviaire française de la ligne de Nexon à Brive-la-Gaillarde, située sur le territoire de la commune d'Objat, dans le département de la Corrèze en région Nouvelle-Aquitaine.
Elle est mise en service en 1875 par la Compagnie du chemin de fer de Paris à Orléans (PO). 
C'est une gare de la Société nationale des chemins de fer français (SNCF), du réseau TER Nouvelle-Aquitaine, desservie par des trains express régionaux.

## Situation ferroviaire
Établie à 131 mètres d'altitude, la gare d'Objat est située au point kilométrique (PK) 484,648 de la ligne de Nexon à Brive-la-Gaillarde, entre l'arrêt en suspension de Vignols - Saint-Solve et de la halte de Saint-Aulaire.

## Histoire
En 1874, la Compagnie du chemin de fer de Paris à Orléans (PO) active les travaux de sa ligne de Nexon à Brive afin de tenir les délais. Le 2 mars le ministre statue sur les derniers détails des stations à établir entre Champsiaux et Brive, la Station « d'Objat » figure dans cette liste. 
La station d'Objat est mise en service le 20 décembre 1875 par la Compagnie du PO, lorsqu'elle ouvre à l'exploitation sa ligne de Nexon à Brive.

## Service des  voyageurs

### Accueil
Gare SNCF, elle dispose d'un bâtiment voyageurs ouvert du lundi au vendredi et fermé les samedis dimanches et jours fériés. Un service pour les personnes à la mobilité réduite est disponible aux heures d'ouverture.
En 2022, selon les estimations de la SNCF, la fréquentation annuelle de la gare était de 17 133 voyageurs contre 7 364 voyageurs en 2019.

### Desserte
Jusqu'à fin février 2018, Objat était une gare régionale SNCF du réseau TER Nouvelle-Aquitaine, desservie par des trains express régionaux de la relation Limoges-Bénédictins - Brive-la-Gaillarde.
Depuis le 28 février 2018, la gare d'Objat est le terminus ferroviaire de la ligne Objat - Brive-la-Gaillarde, un service de CAR TER est mis en service entre Saint-Yrieix et Objat à la suite d'un éboulement de la plateforme survenu sur la ligne à hauteur du viaduc de Vignols, 6 km plus au nord sur un tronçon de 200 mètres.
Un passage planchéié permet la traversée des voies et l'accès aux quais.

### Intermodalité
Un parking pour les véhicules y est aménagé.

## Patrimoine ferroviaire
Une halle à marchandise (fermée) est présente sur le site de la gare.